# Соболєв В'ячеслав Олександрович
Со́болєв Вячесла́в Олекса́ндрович  (нар. 11 січня 1972, Єнакієве) — український економіст, кандидат економічних наук; підприємець; директор дочірнього підприємства «Нафтогазмережі» НАК «Нафтогаз України», заступник голови правління Національної акціонерної компанії «Нафтогаз України».

## Життєпис
1979—1986 — навчався в школі № 1 Єнакієвого, 1986—1989 — навчався в спортивному інтернаті в Харкові. Майстер спорту, багаторазовий призер і переможець першості СРСР з велоспорту.
2000—2002 — навчання у Донецькому університеті економіки та торгівлі, здобув спеціалізацію «Менеджмент організацій».
Вищу освіту здобув у Харківському інституті фізичної культури і спорту, У 1992 році перевівся до Донецької філії Дніпропетровського інституту фізкультури і спорту. Здобув кваліфікацію спеціаліста — викладач фізичної культури, тренер. Учасник сквош-клубу Viccourt, переможець клубного конкурсу «Визнання року — 2004» у номінації «Любитель року», учасник турніру «Лютневий тріумф — 2008», дворазовий переможець турніру «Різдвяна зірка» (2008, 2010 рр.).
1992 року жив у Донецьку. 1997 відкрив перший магазин «Обжора», а згодом організував однойменну торговельну мережу.
2005 — отримав ступінь Кандидата економічних наук зі спеціальності «Економіка, організація і управління підприємствами». Доктор філософії. Вчене звання-академік Академії економічних наук України. 
Грудень 2007 — січень 2010 — навчався в докторантурі за спеціальністю «Економіка та управління підприємствами» Донецького університету економіки і торгівлі.
2010 — отримав ступінь доктора економічних наук.

### Замах
1 грудня 2019 на Соболєва було скоєно напад, в результаті чого загинув трирічний син політика. Того ж вечора було затримано підозрюваних.
4 грудня політик назвав 7 людей, яких він вважає за ймовірних замовників замаху. Того ж дня було заарештовано Андрія Лаврегу, який за даними слідства міг бути винним у вбивстві сина політика. Андрій був снайпером-добровольцем в АТО. Суд відбувався в закритому режимі, Андрію оголосили про підозру в умисному вбивстві малолітньої дитини й призначено два місяці тримання під вартою без права на внесення застави.
17 грудня в прокуратурі Києва заявили, що встановили організатора замаху, це 25-літній громадянин РФ, який для виконання замаху винайняв 20-літнього військового, що раніше брав участь в АТО як снайпер. За даними прокуратури, за замах виконавець мав отримати 40 тис. $.
4 січня 2020 суд звільнив з-під варти двох учасників злочинного угруповання під керівництвом Юсупа Абуєва (Росія): Гелані Межиєва та Павла Нікіфорова. Колишнього правоохоронця, що фігурує у справі, Олексія Величка, було переведено на цілодобовий домашній арешт, а розгляд справи щодо його колеги Дмитра Онуфрієнка було перенесено через відсутність адвоката.
3 червня Інтерпол оголосив у розшук росіянина Юсупа Абуєва (н. 27.02.1994 в Красногорську Московської області), який є підозрюваним в організації замаху на Соболєва і у вбивстві його 3-річного сина Абуєв підозрюється у здійсненні вбивства за попередньою змовою.
25 грудня один з обвинувачених, Андрій Лаврега, зізнався у підробці документів, необережному поводженні зі зброєю, вбивстві дитини з необережності, але заперечив замах на життя Соболєва.

## Кар'єра
- 1994—1997 рр. — директор ТОВ «Інтер-Стар»[13].
- 1997—2003 рр. — заступник директора ПП «Магазин Вікторія».

2003—2005 рр. — асистент кафедри «Маркетингу і комерційної справи» Донецького університету економіки та торгівлі.
- Квітень 2005 — травень 2006 рр. — заступник Донецького міського голови[14] з питань діяльності виконавчих органів влади. Член Блоку Тимошенко[15].
- Квітень 2006 — вересень 2007 рр. — державний інспектор відділу проблем інформаційної безпеки управління державної та інформаційної безпеки Департаменту з питань державної безпеки апарату Ради національної безпеки і оборони України.
- Грудень 2007 — січень 2010 рр. — докторантура Донецького університету економіки та торгівлі (спеціальність — «Економіка та управління підприємствами»).
- Вересень 2008 — січень 2010 рр. — доцент кафедри «Маркетингу і комерційної справи» Донецького університету економіки та торгівлі.
- 3 січня 2010 року — директор ДП «Нафтогазмережі».
- З 25 лютого 2010 року — заступник голови правління Національної акціонерної компанії «Нафтогаз України»[16]. В березні 2011, після приходу до керівництва компанією команди Януковича, написав заяву про звільнення за власним бажанням з НАК «Нафтогаз України».
- З вересня 2010 р. по лютий 2015 р. працював за строковим трудовим контрактом на посаді професора на кафедрі «Маркетингу і комерційної справи» Донецького університету економіки і торгівлі.
- Лютий 2015 — червень 2015 рр. — Доцент кафедри організацій агробізнесу Університету біоресурсів і природокористування України за сумісництвом (за трудовим договором), Київ.

## Політика
2002 — обраний депутатом міської ради по виборчому округу № 64 (Петровський район р. Донецька) від районної організації партії «За єдність, злагоду та відродження». У Донецькій міськраді Соболєв очолив Комісію з питань підприємництва, торгівлі, громадського харчування та надання послуг населенню. З квітня 2005 року був заступником мера Донецька з питань діяльності виконавчих органів влади.
З травня 2006 р. по вересень 2007 - працював у Раді національної безпеки та оборони України (РНБОУ) державним інспектором у відділі проблем інформаційної безпеки управління державної та інформаційної безпеки.
2010—2011 — заступник голови правління, а пізніше і голови правління НАК «Нафтогаз України».
2015 — став депутатом Київської обласної ради від Блоку Порошенка.

## ТОВ «Обжора»
Перший донецький супермаркет з'явився 1997 р., а слідом за ним, відкрилися і ще декілька. Головним засновником ТОВ «ТС „Обжора“» був Вячеслав Соболєв.
2007 року Соболєв продав мережу супермаркетів «Обжора».

## Родина
Перша дружина, Інна, вдова донецького кримінального авторитета.
Друга дружина Світлана, колишня дружина російського співака Миколи Баскова та донька російського сенатора та фармацевтичного магната Бориса Шпігеля.
В серпні 2016 р. народився молодший син Олександр. Загалом в нього було п'ятеро дітей: старший син, дочка Світлана, син Давид, дочка Ніна та син Олександр.
Син Олександр загинув у трирічному віці 1 грудня 2019 року під час замаху на його батька. Його хрещеною матір'ю була українська співачка Ірина Білик.